# Щеврик рожевий
Ще́врик рожевий (Anthus roseatus) — вид горобцеподібних птахів родини плискових (Motacillidae). Мешкає в Азії.

## Поширення і екологія
Рожеві щеврики гніздяться в Гімалаях, Тибеті, Південно-Східному і Центральному Китаї. Зимують в долинах на південь від Гімалаїв. Живуть на луках і пасовищах, зустрічаються на висоті від 2700 до 5000 м над рівнем моря.